# هيلاري داف
هيلاري أرهارد داف (ولدت في 28 سبتمبر 1987)، هي ممثلة ومغنية أمريكية، وتُعرف أيضاً خارج الولايات المتحدة كرمزٍ للثقافة الشعبية. بدأت شهرتها بعد دورها في المسلسل العائلي ليزي ماغواير الذي عُرض على قناة ديزني. أثبتت السلسلة نجاحها وساعدت في لفت الانتباه لموهبة هيلاري، حيث حصلت بعد ذلك على الدور الرئيسي في العديد من الأفلام. وتأتي في مقدمة تلك الأفلام فيلم ليزي ماغواير عام 2003، وقصة سيندريلا عام 2004 وفيلم تشيبر باي ذا دزن 2003. وبلغ مجموع ما حققته من تلك الأفلام حوالي 15 مليون دولار.
لم تكن حدود داف العمل في مجال السينما والتلفزيون فقط، بل بدأت العمل في مجال أغاني البوب. إصْدارها الأول كان ألبوما عن الكريسماس بعنوان سِكّة سانتا كلوز عام 2002 من إنتاج تسجيلات والت ديزني. اتبعته بألبومها الحاصل على نقد إيجابي تَحَوّل (بالإنجليزية: metamorphosis) في 2003، المنتج من قبل تسجيلات هوليوود. استمرت بتحقيق النجاح في المجال الموسيقي، بطرحها ألبوم هيلاري دف (2004) والأكثر طلبا (بالإنجليزية: Most Wanted) في 2005.
وحصلت على ثلاث شهادات من رابطة صناعة التسجيلات الأمريكية، عن ألبوماتها الغنائية. تلك الألبومات حققت نسبة مبيعات بلغت أكثر من 13 مليون نسخة حول العالم. وفي قطاع الملابس أنشئت شركة اسمتها متعلقاتك الشخصية من هيلاري داف، كما قامت أيضاً بالترويج لعطرٍ جديد اسمه مع الحب.
ألبومها الرابع الكرامة صدر في أبريل 2007، وحصل على الشهادة الذهبية من رابطة صناعة التسجيلات الأمريكية. وألحقته بألبوم عن أفضل الأعمال في نوفمبر 2008، قامت بغناء أغنيتين جديدتين فقط في الألبوم وبقية الأغاني كانت من أفضل أغاني الألبومات السابقة، لتقرر الانفصال عن تسجيلات هوليوود منتجة ألبوماتها السابقة.
خلال تلك الفترة، اتجهت هيلاري دف إلى التمثيل في الأفلام المستقلة مثل فيلم الحرب المتحدة (2008)، وطبقا لغريتا (2009) وبلوودوورث في 2010. ثُمّ أصدرت الرواية إكسير (2010)، والتي أصبحت في قائمة نيويورك تايمز لأكثر الكتب مبيعا. وأعقبت الكتاب بالجزء الثاني من الرواية مُخْلِص (2011) والجزء الثالث صَحِيح (2013).
عادت هيلاري للموسيقى في 2014، حيث وقعت مع تسجيلات آر سي إيه، التي أطلقت ألبومها الخامس شهيق وزفير في 2015. حاليا تؤدي دور البطولة على قناة تي في لاند، في المسلسل الكوميدي الدرامي أصغر سنا.

## النشأة وبداية حياتها
ولدت داف في مدينة هيستون في تكساس. وهي الابنة الثانية لربة المنزل سوزان كولين داف التي صَارَت منتجة موسيقية، ومالك سلسلة متاجر عمومية روبرت إيرهارد داف. لديها أخت شقيقة كبرى اسمها هايلي داف، بتشجيع من والدتها، هيلاري كانت تحضر مع أختها دروس التمثيل والغناء ورقص الباليه وهي صغيرة، وبعد فترة من تلك الدروس بدأت الأختان بالتمثيل على المسرح في عدة مناطق. عندما كانت هايلي في الثامنة من عمرها، وأختها هيلاري في السادسة حصلا على دور في كسارة البندق في سان أنطونيو، تكساس. رغبة في السعي خلف أعمال العروض، إنتقلت الأختان مع والدتهما إلى كاليفورنيا في 1993، بينما بقي والدهما في هيستون لرعاية تجارته.

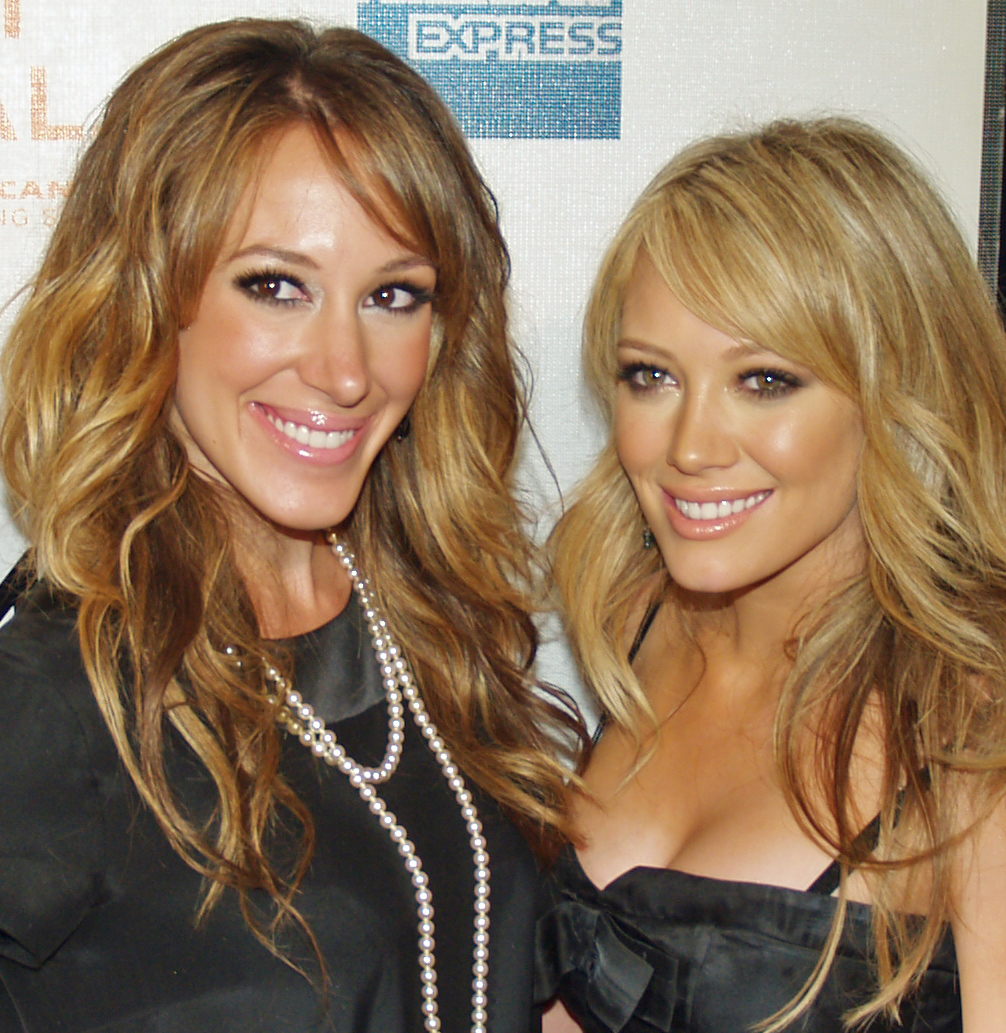
هيلاري مع أختها هايلي في 2008.

أجرت هيلاري تجارب الأداء لعدة سنوات، ومثلت في العديد من الإعلانات التلفزيونية، كما عرضت نماذج مختلفة من ماركات الملابس. بحكم عملها في التمثيل، كانت تحصل على تعليمها الدراسي في المنزل منذ سن الثامنة.

## السيرة المهنية

### أدوارها الأولى (1997 – 2002)
بدأت هيلاري داف حياتها الفنية كأي فنانة بأدوارٍ صغيرة. حيث ظهرت بدورٍ صغيرٍ غير مضاف في المسلسل القصير المرأة الحقيقية عام 1997، كما ظهرت بدور كومبارس في فيلم اللعب عن ظهر قلب (1998) مع المخرج والسيناريست ويلارد كارول. وفي نفس السنة، حصلت على أول دور أساسي لها في فيلم كاسبر يلتقي ويندي، المقتبس من القصص المصورة هارفي.
وبعد ذلك حصلت داف على دورٍ مساعد في الفيلم التليفزيوني جامع الروح عام 1999. وتلقت هيلاري عن أدائها، جائزة الفنان الصغير كأفضل ممثلة شابة مساعدة في فيلم تلفزيوني. في عام 2000 شاركت هيلاري بدور طفلة مريضة في مسلسل أمل شيكاغو الذي كانت تبثه قناة إن بي سي. نفس القناة، قدمت لها دوراً في الحلقة التجريبية لمسلسل كوميدي يدعى داديو (بالإنجليزية: Daddio)، وقال الممثل الرئيسي في المسلسل مايكل تشيكلس: «عندما عملت معها في اليوم الأول، قلت لزوجتي إن تلك الفتاة ستكون نجمة أفلام جيدة في المستقبل». ومع هذا قام منتج المسلسل، بالتَخَلًي عن دف قبل إذاعة المسلسل على التلفاز.
بعد أسابيع من تركها مسلسل داديو، حصلت دف على دور البطولة في المسلسل الكوميدي العائلي ليزي ماغواير. وقد شارك مع دف في هذا المسلسل العديد من الأسماء مثل آدم لامبرت ولالينا وجيك توماس وروبرت كارادين. عُرض المسلسل لأول مرة في 21 يناير 2001، على قناة ديزني. وحقق نجاحا عاليا، حيث وصلت نسبة مشاهدة الحلقة الواحدة من المسلسل إلى معدل 2-3 مليون مشاهدة. سريعا نجاح المسلسل أثر على هيلاري، وحظيت بشهرة واسعة، وأصبحت ذات اسم معروف بين المراهقات. استغلت ديزني الفُرصة وبدأت بالتَرْوِيج للسلسة، من خلال طرح أغاني وكتب ودمى أطفال وألعاب مَبْنِيّة على شخصية هيلاري، وذكرت تقارير أن الشركة حققت 100 مليون دولار من بيع السلع فقط.
أول فيلم روائي طويل في مسيرة هيلاري، كان الطبيعة البشرية في عام 2002. عُرض الفيلم في مهرجان كان السينمائي ومهرجان صاندانس السينمائي، وحصل على انتقادات جيدة من النقاد. الفيلم كتبه تشارلي كوفمان، ومن إخراج مايكل غندري، ولعبت دف شخصية باتريشيا أركيت في شبابها. وفي نفس السنة، مثلت مع غاري كول في كاديت كيلي، هذا الفيلم أُنتج خصيصاً للتلفاز وعرض على قناة ديزني.
بجانب التمثيل، بدأت دف بالظهور في أغاني مُتَعَدّدة لقناة ديزني. سجلت كفر لأغنية أنا لا أستطيع الإنتظار، والتي غنتها قبل ذلك بروك ماكليمونت. بعد إبداءها اهتماماً بالمجال الموسيقي، بدأ العمل على إنتاج ألبومها الأول عن عيد الميلاد. طُرِح الألبوم سِكّة سانتا كلوز في أكتوبر 2002، وحل في الشَطْر الأسفل في جدول بيلبورد 200 في الولايات المتحدة. تولت تسجيلات والت ديزني إنتاج وتوزيع العمل، وشاركت أختها هايلي داف وكريستينا ميليان وليل روميو في الغناء. وظلت أغنيتها لم لا لعدة أسابيع على قائمة الأغاني الأكثر استماعاً في أستراليا. اعتمد الألبوم بالشهادة الذهبية من رابطة صناعة التسجيلات الأمريكية. لاحقا وقعت هيلاري مع تسجيلات هوليوود لإصدار ألبوماتها، وعلى الرغم من نجاح أغانيها على إذاعة ديزني إلا أن تسجيلات هوليوود كانت ترغب بجذب الجمهور البالغ.

### نجاحها في الغناء والتمثيل (2003–2006)
في عام 2003، حصلت دف على أول دور بطولة في فيلم الكوميديا العميل كودي بانكس بجانب فرانكي مونيز. وأظهرت داف أداءً جيدا في الفيلم، الناقد سكوت فونداس من فارايتي دعا أداء داف «بالساحر»، ويعتقد أنها «هُمِشت قليلا، ولم تحصل على وقت كافٍ في الفيلم». تلك السنة، أعادت هيلاري تمثيل شخصية ليزي ماغواير في الفيلم المقدم من والت ديزني ذا ليزي ماغواير موفي. سجلت هيلاري أغنية أصلية لنهاية الفيلم بعنوان صُنعت الأحلام من ماذا، والتي أدرجت لاحقا في الموسيقى التصويرية للفيلم. وسجلت أيضا أغنية لما لا والتي طرحت كأول أغنية منفردة لها، أصبحت الأغنية من أفضل 20 في جداول أستراليا ونيوزيلاندا، لتكون أول أغنية في مسيرتها تدخل قائمة الجداول العالمية. الألبوم الغنائي لفيلم ذا ليزي ماغواير موفي حقق نجاحا جيدا، واعتمد بشهادة بلاتينيوم في كندا وبلاتينوم مضاعف من شهادة رابطة صناعة التسجيلات الأمريكية.
قامت دف بطرح ألبوم الاستُودْيُو الثاني باسم تَحَوّل في أغسطس 2003. تلقى الألبوم مراجعات مختلطة إلى حد ما من النقاد، ولو أنّه وصل إلى أعلى قائمة جدول بيلبورد 200 في الولايات المتحدة. لاحقا، أحرز الألبوم نجاحاً باهراً لهيلاري، وحقق نسبة مبيعات وصلت إلى خمس ملايين نسخة في غضون أول سنتين من طرحه. مبيعات الألبوم وصلت إلى ثلاث ملايين نسخة في الولايات المتحدة، ليصبح ألبومها الأعلى مبيعا حتى اليوم، لينال شهادة البلاتينيوم ثلاث مرات من شهادة رابطة صناعة التسجيلات الأمريكية.
ألبومها أخرج الأغنية الناجحة سو يستردي التي وصلت إلى رُتْبَة البلاتينيوم في أستراليا، وبعد فترة صورت أغنيتها الثانية اعترف التي أصبحت أول أغنية لها تحقق نجاحاً ساحقاً في الولايات المتحدة. استخدمت الأغنية في مسلسل لاغونا بيتش على قناة إم تي في، وأخيرا وثقت بالشهادة الذهبية من رابطة صناعة التسجيلات. إكْتَسَبت هيلاري عدة جوائز وترشيحات عن أدائها في الألبوم، وروّجت الألبوم عن طريق قيامها بجَوْلَة محلية جرت من نوفمبر إلى ديسمبر 2003. في تلك السنة، شاركت دف بدور البطولة بجانب ستيف مارتن وبوني هنت في الفيلم الكوميدي تشيبر باي ذا دزن، ولعبت في الفيلم شخصية فتاة تنشأ بين عائلة مكونة من 12 فرد. انتقد الفيلم بشكل قاسٍ من النقاد، لكنه حقق نجاحا مذهلا في شباك التذاكر، وما زال الفيلم الأكثر تحقيقا للأرباح من بين أعمالها.

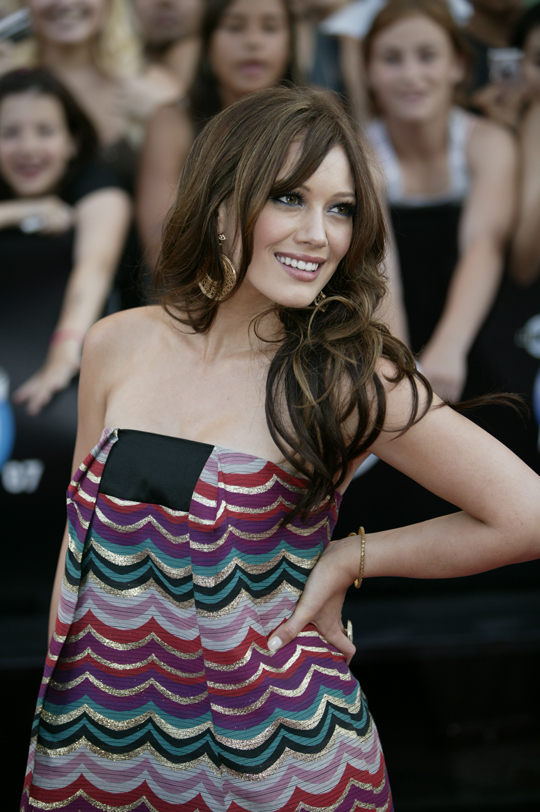
هيلاري أثناء حضورها حفل توزيع جوائز آي هارت ميوزك عام 2007

وفي منتصف عام 2004، قامت داف بغناء أغنيتين دويتو مع أختها هايلي داف. هاتان الأغنيتان هما القطط السيامي ودائرة الحياة. وبعد هاتين الأغنيتين لم يبقي أي حدود بينها وبين أختها، ومثلت مع أختها الدور الرئيسي في فيلم قصة سيندريلا، وساهمت أيضاً في أغنيتي الفيلم. هاتان الأغنيتان هما شفاهنا مغلقة أو مختومة، والتنقل والذهاب. وحققت أغنية شفاهنا مغلقة أو مختومة خيبة أمل كبيرة، ولم تدخل حتي قائمة 100 أغنية الأكثر استماعاً في مجلة بيلبورد مع أنه كان يتم عرضها باستمرار على قناة إم تي في.
وفي عام 2004، مثلت داف الدور الرئيسي في فيلم قصة سيندريلا للكاتب شارل بيرو. وحقق الفيلم ما يقارب 75 مليون دولار في جميع أنحاء العالم. وبعد ذلك بسنة كان أول دور رئيسي لها في فيلم درامي، وهو فيلم ارفع صوتك، وتم انتقادها نقداً شديداً من جريدة لاس فيجاس الأسبوعية بسبب هذا الفيلم، ووصفوا تمثيلها وغنائها بالسئ والردئ. وقال النقاد أن أغنيتها التي غنتها في الفيلم وحصلت على إعجاب الكثيرين تم استخدام المؤثرات الصوتية فيها. وتم اختيارها للحصول على جائزة التوتة الذهبية. وهي جائزة تعطي لأسوء ممثلة. وحقق الفيلم ايرادات وصلت إلى 13.573.284 دولار من جميع أنحاء العالم، وكانت أقل نسبة تحصل عليها داف من أفلامها.
نشرت داف في شهر سبتمبر 2004، ألبوماً يحمل اسمها، حتي قيل أنها طرحته في يوم عيد ميلادها السابع عشر. ويوجد في هذا الألبوم أغاني كتبت كلماتها بنفسها. وكان هذا الألبوم أقل جودة من ألبوم التحول. هذا الألبوم حقق المرتبة الثانية في الولايات المتحدة، أما كندا فقد وصل إلى القمة فيها. وبلغت نسبة مبيعات الألبوم في سنتين في الولايات المتحدة 1.5 مليون نسخة. وأول أغنية صورت في هذا الألبوم هي أغنية يطير، ولم تحتل مرتبة جيدة في قائمة الأغاني الأكثر مشاهدةً في الولايات المتحدة. وبنفس الشكل استطاعت تلك الأغنية بالكاد الدخول في قائمة الخمسين أغنية الأكثر استماعاً في أستراليا. ولم يستطع ذلك الألبوم الحصول حتى على نفس نسبة الألبوم السابق من حيث عدد المستعين. ولهذا السبب استمرت داف في حفلات الأكثر طلباً 9 شهور فقط.
وفي عام 2005، شاركت داف في فيلم الرجل المثالي، حيث تستنكر المراهقة هولي هاميلتون (هيلاري داف) تصرفات أمها العزباء التي تخرج من علاقة عاطفية لتدخل في أخرى بحثًا عن الرجل المثالي. وتقوم هولي بتدبير خطة لمساعدة والدتها في الخروج من هذا الفشل المتكرر، فتبعث إليها برسائل غرامية تحت اسم معجب سري، حتى تستعيد والدتها ثقتها بنفسها مجددًا. ولكن الأمور تخرج عن السيطرة، وتجد هولي نفسها متورطة في ضرورة الحفاظ على هذه السعادة المؤقتة التي منحتها لولدتها، ويتسبب ذلك في حدوث العديد من المفارقات الكوميدية. وحصل الفيلم على العديد من الانتقادات السلبية من النقاد. وحقق الفيلم إيرادات بلغت حوالي 19 مليون دولار، وهي نسبة منخفضة جداً. وفي هذه السنة أيضاً تم ترشيح داف لجائزة التوتة الذهبية.
طرحت داف ألبومها الرابع الأكثر طلباً في عام 2005. وقامت بغناء أربع أغنيات ريمكس من الألبومات السابقة في هذا الألبوم. وغنى في هذا الألبوم أيضاً فرق غنائية مثل ذا كيلرز وموسى. وقامت تلك المجموعات بغناء أربع أغنيات في الألبوم. ومع إصرار داف أن يكون هذا الألبوم من أفضل ألبوماتها إلا أنه لم يحقق ما تتمناه. وشارك في هذا الألبوم أيضاً من فريق جود شارلوت، جويل مادن، وأخوه بينجي مادن. وأهم أغنية في الألبوم هي أغنية استيقظ. وقد دخلت قائمة بيلبورد 200 للأغاني الأكثر استماعاً في الولايات المتحدة. وأصبحت أول أغنية على رأس قائمة الأغاني. واستمرت قناة إم تي في في عرض تلك الأغنية بشكل متكرر. وفي وقت قصير وصل الألبوم إلى قمة قائمة بيلبورد 200. وقامت بعد تصوير الأغنية الأولى بفترة، بتصوير أغنية دقات قلبي. لكن هذه الأغنية لم تحقق نجاحاً مثل الأغنية الأولى. واعتباراً من مارس 2006، حقق ألبوم الأكثر طلباً نسبة مبيعات وصلت إلى 1.3 مليون نسخة في الولايات المتحدة فقط. وقد ساهمت داف أيضاً مع مادونا في أغاني فيلم ماتيريال جيرلز.
وبدأت بتجربة فنية مختلفة في عام 2008، حيث شاركت أختها هايلي داف الدور الرئيسي للفيلم. أما موضوع الفيلم فكان عن حياة أختين ثريتين جداً. وعُرض هذا الفيلم في 24 يونيو 2007، وحصلت على جائزتين من جائزة التوتة الذهبية.

### ألبومها الرابع وصورتها الجديدة (2007–2011)
صرحت داف في 2007، قبل طرح ألبومها أنها ستطرح ألبوماً غنائياً في شهر فبراير، ولكن لارتباطها بالتمثيل في فيلم الحرب المتحدة، أجلت طرح ألبوم الكرامة لشهر ابريل. ومع هذا فقد تم طرح أول أغنية من ألبوم الكرامة واللعب بالنار في الراديو في الولايات المتحدة في شهر أغسطس 2006. وقد عملت داف في هذا الألبوم مع العديد من الأسماء مثل المخرجة الكندية كارا دايوجاردي، وكاتبة الكلمات ريت لورانس. وقالت هيلاري داف عن هذا الألبوم "لا أعرف على التحديد كيف سأوضح ما فعلناه، لكن هذا الألبوم مختلف عن الألبومات السابقة، أستطيع أن أقول أنه أكثر متعة ونشاطاً، كل هذه الأمور بالنسبة لي شئ جديد، ويجعلني أكثر استمتاعاً. وأيضاً غلب على الألبوم إضافة الأسلوب الإلكتروني الجديد أكثر من موسيقي الروك والبوب. وثاني أغنية طُرحت من هذا الألبوم هي أغنية مع الحب'، وتم نشرها أول مرة في برنامج ريان سيكريست على إذاعة KIIS-FM. ويوجد في الألبوم غير تلك الأغنية أغنيات امرأة غجرية والسعادة واللعب بالنار وأين كرامتك وخطر وغريب. وكانت الشركة المنتجة لهذا الألبوم تفكر في إنتاج 5 أغاني منفردة على الأقل. وعملت داف في هذا الألبوم مع منتجين مثل ريتشارد فيجن وماني ماروكين وتيم & بوب.

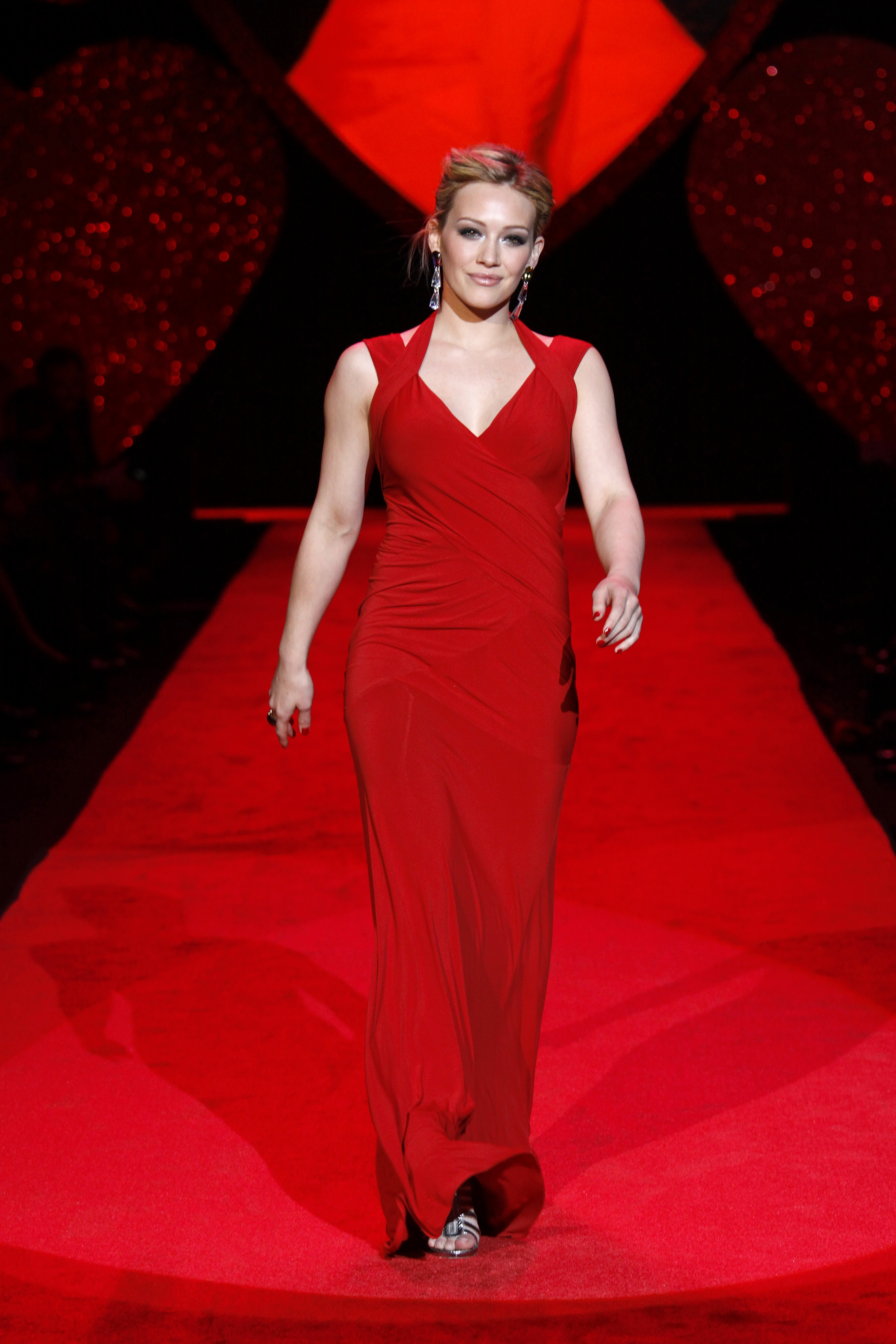
هيلاري دف أثناء أسبوع الموضة في نيويورك، سنة 2009

وأول أغنية صُورت من هذا الألبوم لم تكن مقطوعة رقص، وفي الواقع لم تنجح في دخول قائمة الأغاني الجيدة في الولايات المتحدة. أما أغنيتها المصورة الثانية مع الحب فقد حققت نجاحاً مبهراً بالنسبة لأغنيتها الأولى. وحصلت على ترتيب جيد في قائمة الأكثر 100 أغنية مثيرة في الولايات المتحدة، بالإضافة إلى وصولها إلى قمة قائمة بيلبورد للأغاني الراقصة. وفي نفس الوقت تم استخدام اسم أغنية هيلاري داف مع الحب للترويج لعطر يحمل نفس الاسم. وقد اعتلت تلك الأغنية قائمة قناتي Total Request Live، وإم تي في للبرامج الغنائية.
وبعد طرح الألبوم في ابريل في الولايات المتحدة وكندا وصل إلى قائمة أول خمس ألبومات. وفي أستراليا بلغ قائمة أول عشرين ألبوم، أما المملكة المتحدة فقد وصل إلى قائمة أول أربعين ألبوم. بالإضافة إلى دخول أغنية غريب قائمة أول ثلاث أغاني في نوادي الرقص الساخن. أما في تركيا فقد نجحت في الوصول إلى أول أغنية في القائمة. وتعتبر أغنية غريب نقطة تحول في حياة داف المهنية. ولحين طرح هذه الأغنية كان النقاد يقولون أنها تصلح لأغاني الأطفال، إلا أن داف أظهرت للجميع كم تستطيع أن تقوم بأعمال جيدة. وفي نفس الوقت ارتفعت أغنية غريب على قوائم الأغاني العالمية، وكانت ترتفع بسرعة شديدة وواصلت الارتفاع.
أفضل أغاني هيلاري داف. هو ألبوم طرحته داف في شهر نوفمبر 2008. وتكون الألبوم من أغنيتين جديدتين هما أيادي الخير والعطلة، أما باقي الأغاني فكانت من ألبوماتها القديمة، وقامت بغناء ثلاث أغنيات بطريقة الريمكس.

### أعمالها حتى الوقت الحاضر (2012–
أكدت هيلاري في يناير 2012، من خلال موقعها الرسمي وعلى حسابها في تويتر، أنها بدأت بتسجيل الأغاني مرة أخرى. طوال جلسات التسجيل في عام 2012، عملت داف في المقام الأول مع كاتب الأغاني آلي تامبوسي، والموسيقيين مات سكوير وجيسون ايفيجان، لكن تلك الأغاني لم تصل للنسخة النهائية من الألبوم. في نفس السنة، شاركت في دور البطولة في فيلم روب مارغوليز الكوميدي هي ترغبني، بدور نجمة معروفة تدخل في مثلث حب. في أغسطس 2012، وقعت هيلاري اتفاقا مع فوكس للقرن الـ20 لتطوير وإنتاج مسلسل هزلي ستقوم هي ببطولته. ووفقا للصفقة إذا فشل المسلسل في العمل، سوف تحصل داف على دور مختلف. ومع ذلك، فشلت هذه الخطة في التطور.
ظهرت هيلاري في بداية 2013، كضيفة شرف على شبكة فوكس التلفزيونية في المسلسل الكومييدي ريزينغ هوب، ثم ظهرت في ختام الموسم العاشر من مسلسل رجلان ونصف. أنهت دف تصوير الفيلم المستقل سرب من الرجال في يوليو 2013، الذي دخل مرحلة ما بعد الإنتاج في أغسطس 2013. في تلك السنة، طرحت دف روايتها الأخيرة من ثلاثية إكسير بعنوان صَحِيح (2013)، وتعتبر الرواية آخر كتاب قامت بإصداره.

## الصورة العامة
بجانب حياة داف الفنية والغنائية، كانت داف تمتلك الملايين من الدولارات بسبب شركتها متعلقاتك الشخصية من هيلاري داف، وكانت الشركة عند تأسيسها تعمل في الموضة والملابس فقط، ومع الوقت اتجهت إلى المجوهرات والأثاث والعطور، وتعتبر معظم منتجات الشركة للشباب. وأيضاً حصلت داف مع كلبها لولا على دور في لعبة السيمز 2، والتي أنتجتها إلكترونيك آرتس، وكان دورها هي وكلبها في اللعبة التكلم مع الشخصيات الأخرى، والتواصل معها، ولأجل تجربة ذلك يكفي الدخول إلى الأنترنت وتحميل التطبيق الذي يتعلق بها. وأظهرت داف اهتماماً بالحيوانات الأليفة والموضة والعطور مثل جيسيكا سمبسون وباريس هيلتون.

## الأعمال الخيرية

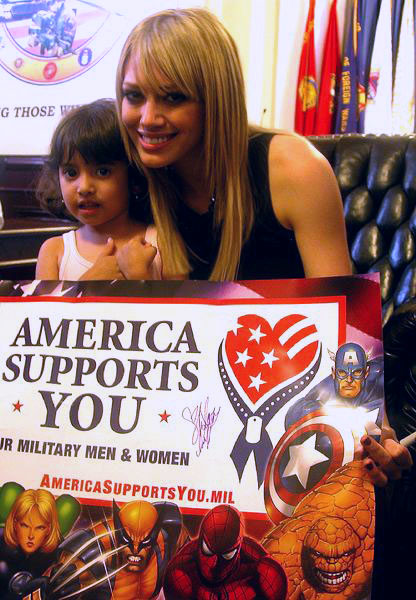

شاركت داف في أنشطة خيرية مختلفة. بالنسبة للكوارث الطبيعية، تبرعت بمبلغ 250,000 دولار لمساعدة ضحايا إعصار كاترينا بالإضافة إلى التبرع بأكثر من 2.5 مليون وجبة إلى ضحايا الإعصار في جنوب الولايات المتحدة في عام 2005. كما أنها ساعدت عدة جمعيات خيرية وهي عضو في جمعية الأطفال مع قضية، وخدمت في المجلس الاستشاري لصندوق أودري هيبورن لاستحقاقات الطفل.
في أكتوبر 2008، ظهرت في إعلان لحملة «فكر قبل أن تتحدث» لحث الشباب على عدم استخدام المفردات المضادة للمثليين جنسيا. وسميت في يوليو 2009، سفيرة الشُبّان لدى أطفال بوغوتا عاصمة كولومبيا، حيث أمضت ثلاثة أيام في العاصمة توزع الطعام على المحتاجين.
بعد بضعة أشهر من ولادة ابنها في عام 2012، شاركت هيلاري بنشاط في حملة جونسون بيبي. وشملت الحملة أنشطة مثل إرسال لوازم الرعاية وبطاقات العناية إلى الأمهات الجدد في جميع أنحاء الولايات المتحدة كنوع من التحفيز. كما قامت بجمع التبرعات لمنظمة أنقذوا الأطفال لإنقاذ الأسر الفقيرة.

## الحياة الشخصية

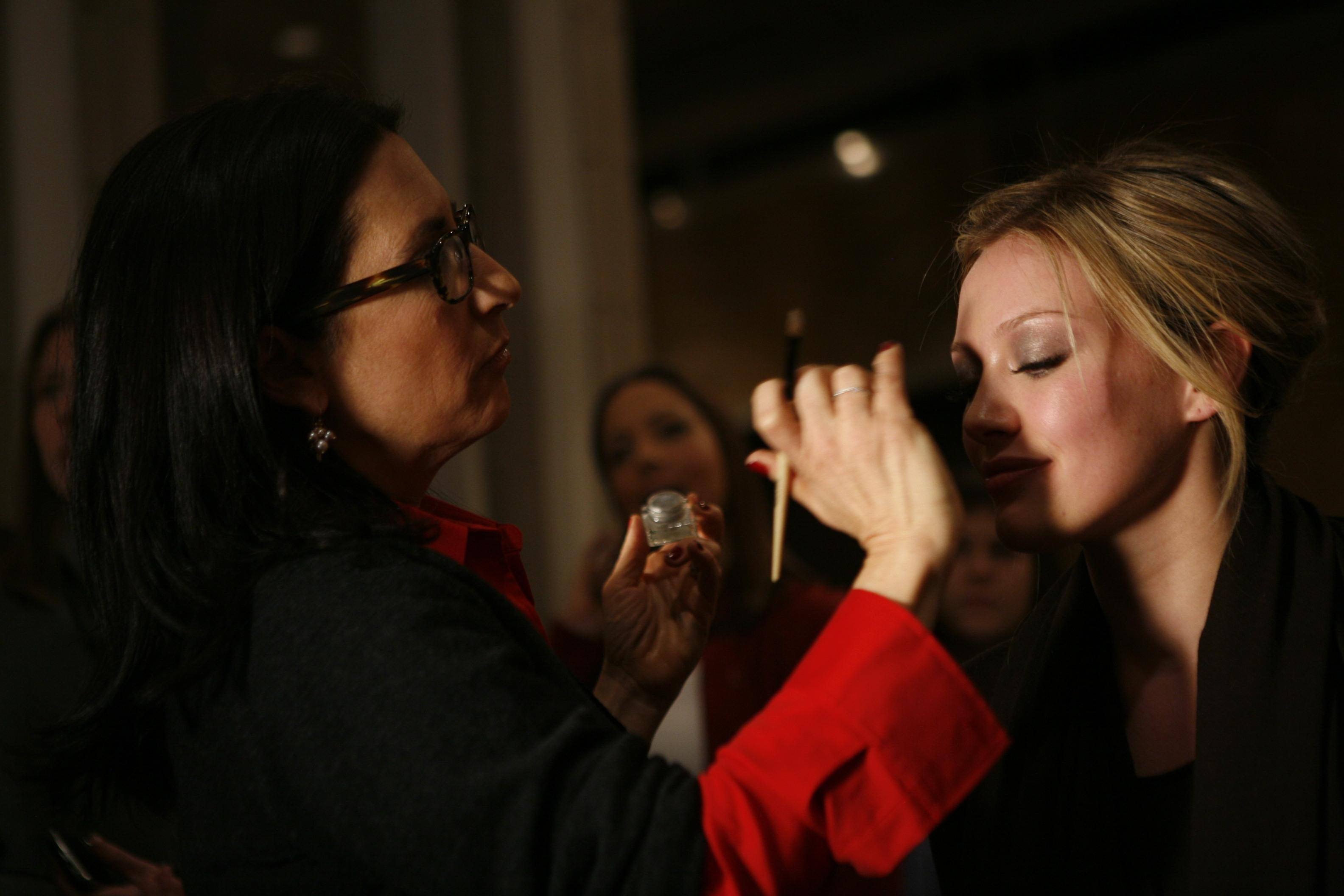
بوبي براون مع هيلاري داف

بدأت داف المواعدة في عام 2001 عندما تعرفت على زميلها آرون كارتر، في موقع تصوير الجزء الأول من مسلسل ليزي ماغواير. اهتمت الصحف بالعلاقة ونشرت تقارير حول وجود مثلث حب بين دف وكارتر وليندزي لوهان. استمرت علاقة الثنائي ما بين الانفصال والمصالحة لمدة ثلاث سنوات. تلك الأحداث أثرت على علاقة هيلاري بليندسي لوهان ووصفت في بعض الصحف بالعداوة، وفي ابريل 2007، نشرت الجرائد خبر تصالح الثنائي.
وفي الفترة ما بين عامي 2004- 2006 كانت داف على علاقة مع جويل مادن. وتكلمت سوزان والدة داف عن تلك العلاقة لأول مرة في مجلة السابعة عشرة، وقالت أن النميمة التي يقوم بها أي شخص تقلق راحة الجميع. وفي يونيو 2006، قامت داف بعمل تقرير مع مجلة تُدعى إل، وقد سُئلت العديد من الأسئلة حول كونها لازلت عذراء أو لا، وردت بأنها لا تحب الدخول في تفاصيل العلاقة. وقد لفتت تلك الأسئلة المتتالية اهتمام الفنانة. وبعد ذلك قامت بعقد مؤتمر صحفي مع جريدة Much Music، وقالت أنها ستوضح الأمور السابقة. وقد انفصلت دوف عن مادن في شهر نوفمبر 2006. وفي نهاية عام 2006 حدثت واقعة غريبة لداف، فقد وصل داف تهديد بالقتل في 3 نوفمبر 2006، أخبرت به الشرطة، وبعد تحقيقات من الشرطة قبضت على شخص يدعى ماكسيم مياكوفسي، واعترف بجريمته وقال أنه كان يريد أن يقضي وقتاً رومانسياً مع داف فقط. وفي 19 يناير 2007، وبعد 117 يوم من الحبس احتياطياً تم الحكم عليه بخمس سنوات سجن، وقد تم حبسه بسجن مانهاتن.
وفي أغسطس 2007 انتشرت على الأنترنت صور لداف مع نجم الهوكي الكندي مايك كومري. وفي سبتمبر 2007، تم مشاهدة الثنائي في أماكن كثيرة. وفي عيد ميلاد داف العشرين أهدى كومري لها سيارة جيب مرسيدس.
في شهر أغسطس عام 2005، قالت داف أن عشرة أسنان لها كسروا أثناء قيامها بحفلة غنائية عند اصطدامها بالميكرفون. وقالت أنها ترتدي طاقم أسنان من وقتها. وقال المعجبون بها على الأنترنت أن تلك الأسنان تبدو كبيرة على وجهها، وتظهر مثل أسنان الحصان. وقالوا أنها يجب أن تعود إلى حالاتها الأصلية. بعد كل هذا قامت داف بعملية مرة أخرى، وعدلت أسنانها. وظلت داف بعيدة عن جميع أعمالها إلى عيد ميلادها في شهر سبتمبر. وقالت أنها كتبت 3 أغنيات في تلك الفترة، وكانت تستعد لحفلة الأكثر طلباً. وبعد ظهور داف في برنامج إعلامي ظهر ازدياد واضح في وزنها، وقالت أنها ستتبع حمية غذائية للوصول للوزن المثالي.
وتمت خطبة داف وهي في 22 من عمرها بلاعب الهوكي كومري صاحب 29 عاماً في فبراير 2010. وأعلن الثنائي أنهما سيتزوجان في 14 أغسطس 2010، وأقيم الحفل في قصر كاليفورنيا سانتا باربرا، وبعد الزواج أنجبت داف ابنها الأول لوكا كروز كومري.

## قائمة الأعمال الفنية

### أفلام
| السنة | العنوان             | العنوان                  | الدور            | نسبة الإيرادات العالمية |
| السنة | بالعربية            | بالإنجليزية              | الدور            | نسبة الإيرادات العالمية |
| ----- | ------------------- | ------------------------ | ---------------- | ----------------------- |
| 1998  | كاسبر يلتقي ويندي   | Casper Meets Wendy       | ويندي            |                         |
| 2001  | الطبيعة البشرية     | Human Nature             | الشابة ليلي جوتا | 705,308 دولار           |
| 2003  | العميل كودي بانكس   | Agent Cody Banks         | ناتالي كونورز    | 58,795,814 دولار        |
| 2003  | فيلم ليزي ماغواير   | The Lizzie McGuire Movie | ليزي ماغواير     | 55,534,455 دولار        |
| 2003  | تشيبر باي ذا دوزن   | Cheaper by the Dozen     | لورين بيكر       | 190,212,113دولار        |
| 2004  | قصة سيندريلا        | A Cinderella Story       | سامانثا مونتغمري | 74,628,141 دولار        |
| 2004  | ارفع صوتك           | Raise Your Voice         | تيري فليتشر      | 13,573,284 دولار.       |
| 2004  | البحث عن سانتا كلوز | In Search of Santa       | كريستال          |                         |
| 2005  | الرجل المثالي       | The Perfect Man          | هولي هاميلتون    | 19,770,475 دولار.       |
| 2005  | تشيبر باي ذا دوزن 2 | Cheaper by the Dozen 2   | لورين بيكر       | 129,154,341 دولار       |
| 2006  | ماتيريال جيرلز      | Material Girls           | تانيزا مارشاتا   | 12,783,677 دولار        |
| 2007  | صناعة الحرب         | War, Inc.                | يونجا            |                         |
| 2009  | ما طار طير وارتفع   | What Goes Up             | لوسي دايموند     |                         |
| 2009  | ابق هادئاً           | Stay Cool                | شاستا اونيل      |                         |
| 2009  | طبقا لغريتا         | According to Greta       | غريتا            |                         |
| 2011  | بلودوورث            | Bloodworth               | ريفن             |                         |
| 2012  | حرب الطعام          | Foodfight!               | صنشاين قودنيس    |                         |
| 2012  | إنها تريدني         | She Wants Me             | كيم باورز        |                         |
| 2016  | سرب من الرجال       | Flock of Dudes           | أماندا بنسن      |                         |

### تلفاز
| السنة       | العنوان                              | العنوان                           | الدور               | ملاحظات                          |
| السنة       | بالعربية                             | بالإنجليزية                       | الدور               | ملاحظات                          |
| ----------- | ------------------------------------ | --------------------------------- | ------------------- | -------------------------------- |
| 1999        | جامع الأرواح                         | The Soul Collector                | ايلي                | فيلم تلفزيوني                    |
| 2000        | أمل شيكاغو                           | Chicago Hope                      | جيسي شيلدون         | الموسم السادس، حلقة 17           |
| 2001 – 2004 | ليزي ماغواير                         | Lizzie McGuire                    | ليزي ماغواير        | دور رئيسي (65 حلقة)              |
| 2002        | كاديت كيلي                           | Cadet Kelly                       | كيلي كولينز         | فيلم للتلفاز.                    |
| 2003        | أمريكان دريمز                        | American Dreams                   | عضوة شانغري لاس     | الموسم الثاني، حلقة 8            |
| 2004        | فرايجر                               | Frasier                           | بريتني              | الموسم 11، حلقة 12               |
| 2005        | جوان من أركاديا                      | Joan of Arcadia                   | ديلان سامويلز       | الموسم الثاني، حلقة 14           |
| 2006        | المتمردة                             | Rebelde                           | نفسها               | حلقة مؤرخة في 2 يونيو 2006       |
| 2009        | شبح هامس                             | Ghost Whisperer                   | مورغان جيفريز       | الموسم الرابع، حلقة 19           |
| 2009        | القانون والنظام: وحدة الضحايا الخاصة | Law & Order: Special Victims Unit | أشلي ووكر           | الموسم العاشر، الحلقة 19         |
| 2009        | فتاة النميمة                         | Gossip Girl                       | أوليفيا بورك        | دور متكرر في الموسم الثالث       |
| 2010        | الجميلة والحقيبة                     | Beauty & the Briefcase            | لين دانيلز          | فيلم تلفزيوني، قامت أيضا بإنتاجه |
| 2010        | كوميونتي                             | Community                         | ميغان               | الموسم الثاني، الحلقة السابعة    |
| 2012        | بروجيكت رانواي                       | Project Runway                    | نفسها (حاكِمة)       | الموسم العاشر، حلقة 11           |
| 2013        | رفع الأمل                            | Raising Hope                      | رايتشل              | الموسم الثالث، حلقة 20           |
| 2013        | رجلان ونصف                           | Two and a Half Men                | ستايسي              | الموسم العاشر، حلقة 23           |
| 2013        | مغامرات دورا                         | Dora the Explorer                 | جيسيكا ساحرة الجليد | الموسم الثامن، حلقة 10           |
| 2015 – الآن | أصغر سنا                             | Younger                           | كيلسي بيترز         | دور رئيسي                        |
| 2016 – 2017 | ذا توك                               | The Talk                          | نفسها               | ضيفة شرف تشارك بالتقديم          |

### ألبومات
| السنة | الألبوم                 | قائمة الحالة     | قائمة الحالة    | قائمة الحالة | قائمة الحالة | قائمة الحالة |
| السنة | الألبوم                 | الولايات المتحدة | المملكة المتحدة | كندا         | أستراليا     | اليابان      |
| ----- | ----------------------- | ---------------- | --------------- | ------------ | ------------ | ------------ |
| 2002  | سانتا كلوز لين          | 154              |                 |              |              |              |
| 2003  | التحول                  | 1                | 69              | 1            | 19           |              |
| 2004  | هيلاري داف              | 2                | –               | 1            | 6            | 5            |
| 2005  | الأكثر طلباً             | 1                | 31              | 1            | 3            | 5            |
| 2006  | للأبد 1                 | –                | –               | –            | –            | –            |
| 2007  | الكرامة                 | 1                | 25              | 1            | 4            | 1            |
| 2008  | أفضل أغاني هيلاري داف 2 | –                | –               | –            | –            | –            |

1 تم طرحه في إيطاليا. 2 ألبوم مجمع.

### أغاني منفردة
| أسماء الأغاني المنفردة     | الألبوم                  | القوائم                                                        |
| -------------------------- | ------------------------ | -------------------------------------------------------------- |
| "أخبرني بالقصة"            | سانتا كلوز لين           | -                                                              |
| "سانتا كلوز لين"           | سانتا كلوز لين           | -                                                              |
| "لم لا"                    | التحول                   | #14 أستراليا                                                   |
| "حتى يوم أمس"              | التحول                   | #42 الولايات المتحدة، #9 إنجلترا، #8 أستراليا، #25أنحاء العالم |
| "اعترف"                    | التحول                   | #35 الولايات المتحدة، #18 إنجلترا، #17 أستراليا                |
| "شفاهنا مغلقة"             | ألبوم أغاني قصة سيندريلا | #8 أستراليا                                                    |
| "صوت قليل" في أستراليا فقط | التحول                   | #29 أستراليا                                                   |
| "يطير"                     | ألبوم هيلاري داف         | #20 إنجلترا، #21 أستراليا                                      |
| "البوابة"                  | ألبوم هيلاري داف         | -                                                              |
| "أنا"                      | ألبوم هيلاري داف         | -                                                              |
| "الغريب"                   | ألبوم هيلاري داف         | -                                                              |
| "شخصٌ ما يتطلع إلى"         | ألبوم هيلاري داف         | #22 أستراليا                                                   |
| "استيقظ"                   | الأكثر طلباً              | #29 الولايات المتحدة، #7 إنجلترا، #15 أستراليا                 |
| "دقات قلبي"                | الأكثر طلباً              | #13 أستراليا                                                   |
| "الفتاة الرائعة"           | الأكثر طلباً              | -                                                              |
| "اللعب بالنار"             | الكرامة                  | -                                                              |
| "مع الحب"                  | الكرامة                  | #42 الولايات المتحدة، #60 إنجلترا                              |
| "أيادي الخير"              | أفضل أغاني هيلاري داف    |                                                                |

## الجوائز
| السنة | المرَشَّح                             | الجائزة                           | الفئة                                | النتيجة | م       |
| ----- | ---------------------------------- | --------------------------------- | ------------------------------------ | ------- | ------- |
| 1999  | كاسبر يقابل ويندي                  | جائزة الفنان الصغير               | أفضل أداء في فيلم تلفزيوني           | رُشِّح     | [ 103 ] |
| 2000  | جامع الأرواح                       | جائزة الفنان الصغير               | أفضل ممثلة مساندة                    | فوز     | [ 21 ]  |
| 2002  | ليزي ماغواير                       | جائزة الفنان الصغير               | أفضل طاقم تمثيل في مسلسل ب           | رُشِّح     | [ 104 ] |
| 2002  | ليزي ماغواير                       | جائزة الفنان الصغير               | أفضل أداء في مسلسل كوميدي            | رُشِّح     | [ 104 ] |
| 2002  | ليزي ماغواير                       | جائزة اختيار نكلوديون             | ممثلة التلفاز المفضلة                | رُشِّح     | [ 105 ] |
| 2003  | ليزي ماغواير                       | جائزة الفنان الصغير               | أفضل طاقم تمثيل في مسلسل ج           | رُشِّح     | [ 106 ] |
| 2003  | ليزي ماغواير                       | جائزة اختيار نكلوديون             | ممثلة التلفاز المفضلة                | رُشِّح     | [ 107 ] |
| 2003  | فيلم ليزي ماغواير                  | جائزة اختيار المراهقين            | أفضل ممثلة صاعدة                     | فوز     | [ 108 ] |
| 2003  | فيلم ليزي ماغواير                  | جائزة اختيار المراهقين            | أفضل ممثلة في فيلم كوميدي            | رُشِّح     | [ 109 ] |
| 2003  | ليزي ماغواير                       | جائزة اختيار المراهقين            | أفضل ممثلة في مسلسل كوميدي           | رُشِّح     | [ 109 ] |
| 2003  | هيلاري دف (نفسها)                  | جائزة اختيار المراهقين            | أجمل نجمة على التلفاز                | فوز     | [ 108 ] |
| 2003  | هيلاري دف (نفسها)                  | مهرجان شاطئ فورت مايرز            | جائزة النجم الصاعد                   | فوز     | [ 110 ] |
| 2004  | تشيبر باي ذا دزن                   | جائزة اختيار المراهقين            | اختيار أفضل ممثلة في لقطة خجل        | رُشِّح     | [ 111 ] |
| 2004  | قصة سندريلا/ ارفع صوتك             | جائزة التوتة الذهبية              | أسوأ ممثلة                           | رُشِّح     | [ 112 ] |
| 2004  | ليزي ماغواير                       | جائزة اختيار نكلوديون             | ممثلة التلفاز المفضلة                | رُشِّح     | [ 113 ] |
| 2004  | هيلاري دف (نفسها)                  | جائزة اختيار نكلوديون             | المغنية المفضلة                      | فوز     | [ 113 ] |
| 2004  | هيلاري دف (نفسها)                  | جوائز الموسيقى العالمية           | أفضل مغنية صاعدة                     | فوز     | [ 114 ] |
| 2004  | كم كلين (Come Clean)               | جوائز إم تي في الأغاني المصورة    | أفضل أغنية بوب                       | رُشِّح     |         |
| 2004  | تشيبر باي ذا دزن                   | جائزة الفنان الصغير               | أفضل طاقم تمثيلي في فيلم طويل د      | فوز     | [ 115 ] |
| 2004  | التحول                             | جوائز جونو                        | أفضل ألبوم في السنة                  | رُشِّح     |         |
| 2005  | قصة سندريلا                        | جائزة اختيار المراهقين            | اختيار أفضل ممثلة في لقطة خجل        | فوز     | [ 116 ] |
| 2005  | قصة سندريلا                        | جائزة اختيار المراهقين            | أفضل ممثلة في فيلم كوميدي            | رُشِّح     | [ 116 ] |
| 2005  | قصة سندريلا                        | جائزة اختيار المراهقين            | اختيار انجذاب ثنائي في فيلم أ        | رُشِّح     | [ 116 ] |
| 2005  | قصة سندريلا                        | جائزة اختيار المراهقين            | اختيار أفضل قبلة في فيلم أ           | رُشِّح     | [ 116 ] |
| 2005  | قصة سندريلا                        | جائزة اختيار المراهقين            | اختيار أفضل لقطة حب في فيلم أ        | رُشِّح     | [ 116 ] |
| 2005  | قصة سيندريلا                       | جائزة اختيار نكلوديون             | ممثلة الفيلم المفضلة                 | فوز     | [ 117 ] |
| 2005  | هيلاري دف (نفسها)                  | جائزة اختيار نكلوديون             | المغنية المفضلة                      | رُشِّح     | [ 118 ] |
| 2005  | ليزي ماغواير                       | جائزة اختيار نكلوديون             | ممثلة التلفاز المفضلة                | رُشِّح     | [ 118 ] |
| 2005  | تشيبر باي ذا دوزن 2/ الرجل المثالي | جائزة التوتة الذهبية              | أسوأ ممثلة                           | رُشِّح     | [ 119 ] |
| 2005  | هيلاري دف (نفسها)                  | جوائز إم تي في الموسيقى الأوروبية | أفضل نجم صاعد                        | رُشِّح     |         |
| 2006  | ماتيريال جيرلز                     | جائزة التوتة الذهبية              | أسوأ ثنائي على الشاشة (مع هايلي داف) | رُشِّح     |         |
| 2006  | تشيبر باي ذا دوزن 2/ الرجل المثالي | جائزة اختيار المراهقين            | أفضل ممثلة في فيلم كوميدي            | رُشِّح     | [ 120 ] |
| 2006  | هيلاري دف (نفسها)                  | جائزة اختيار نكلوديون             | المغنية المفضلة                      | رُشِّح     | [ 121 ] |
| 2006  | ماتيريال جيرلز                     | جائزة التوتة الذهبية              | أسوأ ممثلة                           | رُشِّح     |         |
| 2007  | سترينجر (غريب)                     | جوائز مجلة بلندر                  | أفضل أغنية حب في السنة               | فوز     |         |
| 2007  | وذ لف (مع الحب)                    | جائزة اختيار المراهقين            | اختيار أفضل أغنية حب                 | فوز     | [ 122 ] |
| 2010  | فتاة النميمة                       | جائزة اختيار المراهقين            | اختيار أفضل ممثلة في مسلسل           | فوز     | [ 123 ] |
| 2016  | أصغر سنا                           | جوائز خيار الشعب                  | أفضل ممثلة على التلفاز               | رُشِّح     | [ 124 ] |

## وصلات خارجية
- هيلاري داف على موقع IMDb (الإنجليزية)
- هيلاري داف على موقع ميتاكريتيك (الإنجليزية)
- هيلاري داف على موقع روتن توميتوز (الإنجليزية)
- هيلاري داف على موقع قاعدة بيانات الأفلام العربية
- هيلاري داف على موقع ألو سيني (الفرنسية)
- هيلاري داف على موقع ميوزك برينز (الإنجليزية)
- هيلاري داف على موقع رولينغ ستون (الإنجليزية)
- هيلاري داف على موقع تيرنر كلاسيك موفيز (الإنجليزية)
- هيلاري داف على موقع أول موفي (الإنجليزية)
- هيلاري داف على موقع بوكس أوفيس موجو (الإنجليزية)
- الموقع الرسمي